# Mitromorpha brevispira
Mitromorpha brevispira é uma espécie de gastrópode do gênero Mitromorpha, pertencente a família Mitromorphidae.